# Gare d'Achères-Ville
Ne doit pas être confondu avec Gare d'Achères - Grand-Cormier ou Triage d'Achères.
La gare d'Achères-Ville est une gare ferroviaire française de la ligne d'Achères à Pontoise, située sur le territoire de la commune d’Achères, dans le département des Yvelines en région Île-de-France.
C'est une gare de la Société nationale des chemins de fer français (SNCF), desservie par des trains de la ligne A du RER et de la ligne L du Transilien.

## Situation ferroviaire
Elle est située au point kilométrique 23,594 de la ligne d'Achères à Pontoise. Son altitude est de 30 m.

## Histoire
Cette gare a été mise en service en mai 1976 dans le but de rapprocher la gare de la ville. La ville d'Achères n'était en effet plus desservie que par la gare d'Achères - Grand-Cormier (ligne de Paris au Havre) située à 2 km du centre-ville, à la suite de la disparition de la halte du Village d'Achères (ligne d'Achères à Pontoise), plus proche, mais détruite par les bombardements dans la nuit du 7 au 8 juin 1944 et qui n'a pas été remise en service.
Le complément Ville au nom de la gare permet de la différencier de la gare d'Achères - Grand-Cormier.
De fin 2008 à fin 2009, la gare est transformée en prototype de bâtiment de haute qualité environnementale : cellules photovoltaïques, panneaux solaires[Lequel ?], pièges à chaleur, géothermie, récupération des eaux de pluie et urinoirs sans eau sont installés pour 3 millions et demi d'euros.

## Fréquentation
De 2015 à 2023, les estimations de la SNCF sont les suivantes :
| Année          | 2015      | 2016      | 2017      | 2018      | 2019      | 2020      | 2021      | 2022      | 2023      |
| -------------- | --------- | --------- | --------- | --------- | --------- | --------- | --------- | --------- | --------- |
| Fréquentatiion | 3 389 509 | 3 454 567 | 3 497 615 | 3 478 859 | 3 468 208 | 1 597 517 | 2 443 547 | 3 645 213 | 3 694 037 |

## Services des voyageurs

### Accueil
La gare possède deux quais latéraux A et B d'une longueur de 220 mètres.

### Desserte

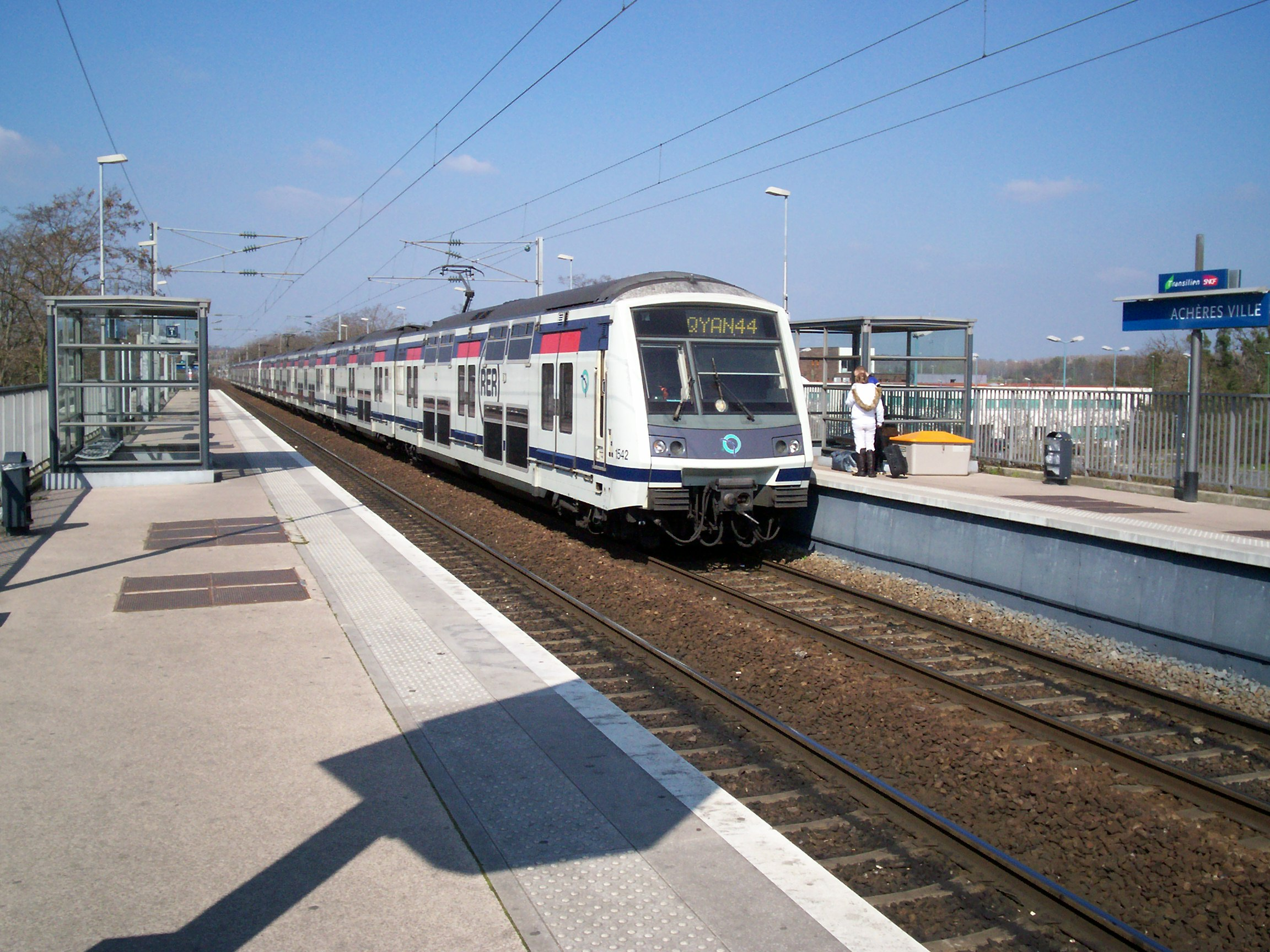
MI2N à destination de Marne-la-Vallée - Chessy.

La gare d'Achères-Ville est desservie à raison :
- d'un train toutes les 20 minutes le samedi et le dimanche, 10 min aux heures creuses, 11 à 12 minutes aux heures de pointe et 30 min tous les jours en soirée, sur la ligne A du RER ;
- d'un train toutes les 11 à 12 minutes aux heures de pointe et toutes les heures aux heures creuses, uniquement en semaine sur la ligne L du réseau Transilien Paris Saint-Lazare.

Cette gare est desservie par les trains de la ligne A du RER parcourant la branche A3 vers Cergy-Le Haut et uniquement en semaine, par ceux de la ligne L du Transilien allant vers Paris-Saint-Lazare ou Cergy-Le Haut.
Seuls les trains du RER A desservent la gare le week-end et en soirée. Les trains de la ligne L desservent aussi la gare, seulement en semaine.
Depuis le 10 décembre 2017, la gare est desservie aux heures creuses avec sept trains par heure.

### Intermodalité
Un collège a été créé à la place de l'ancien parking. En compensation, un parc relais sécurisé de 500 places a ouvert en octobre 2012 à proximité de la gare.
La gare est desservie par les lignes 1204, 1205, 1221, 1222 et 1255 du réseau de bus Cergy-Pontoise Confluence et, la nuit, par la ligne N152 du réseau Noctilien.

## Galerie de photographies

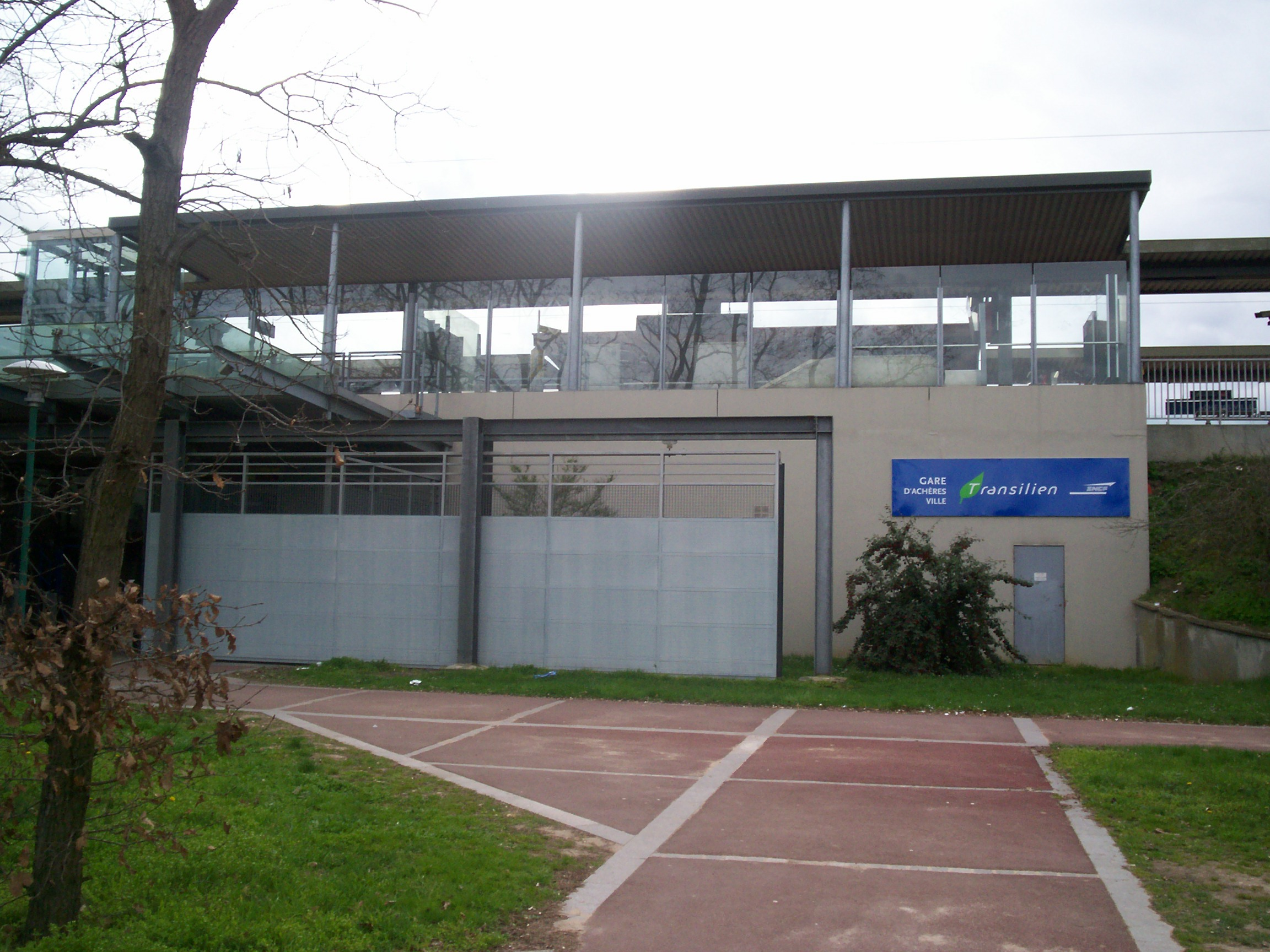
Accès à la gare.
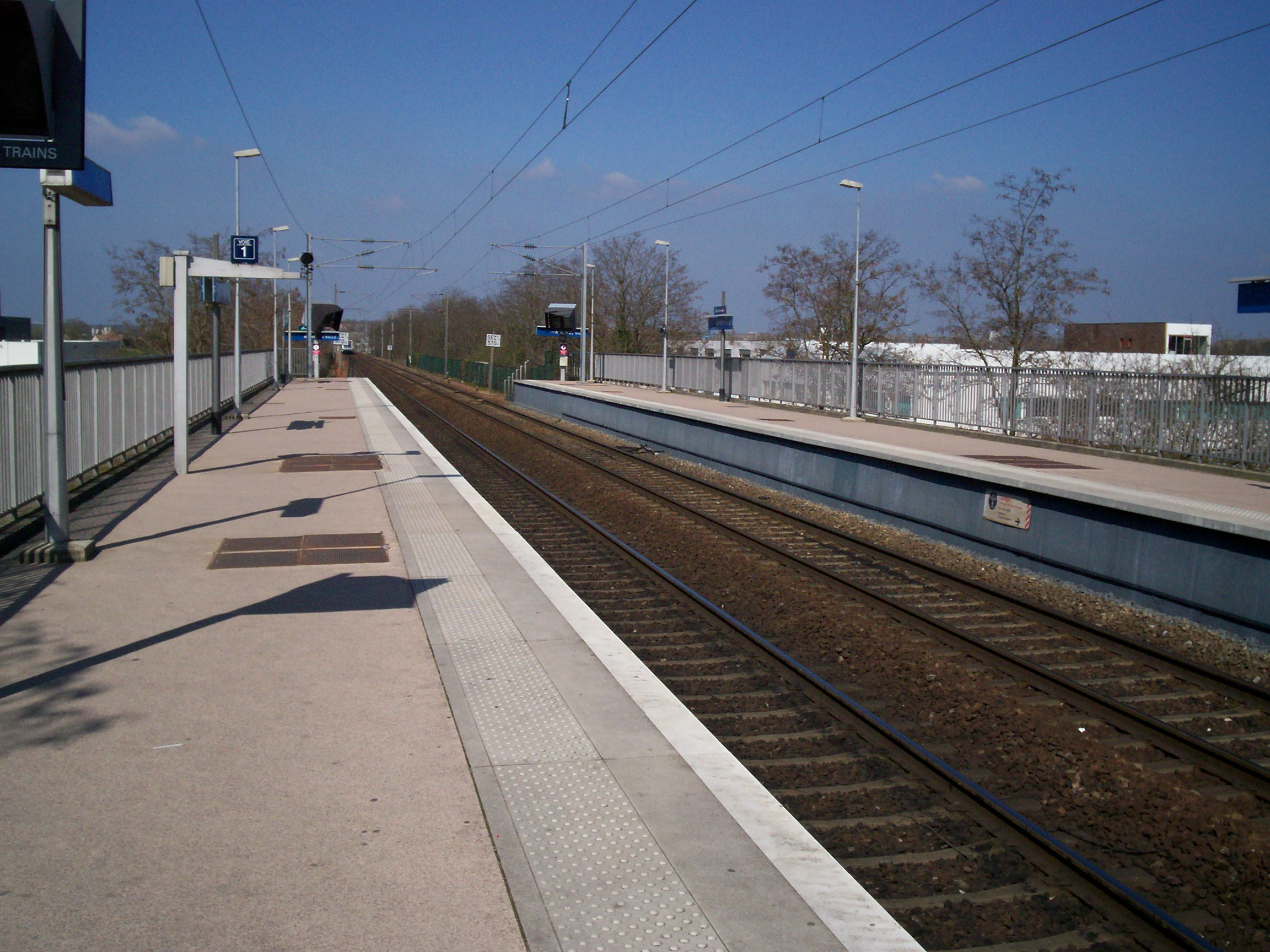
Quais de la gare.
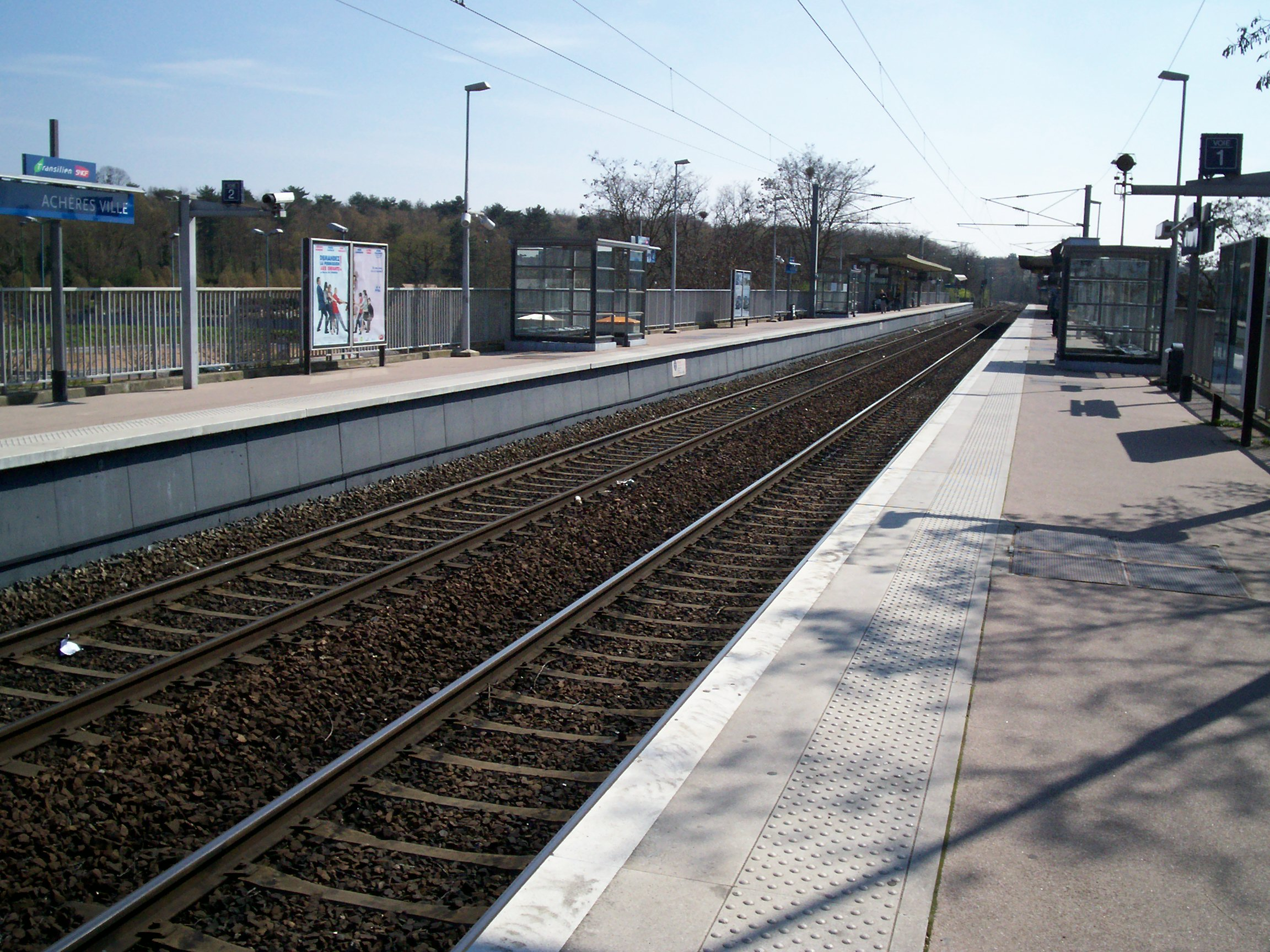
Quais de la gare.
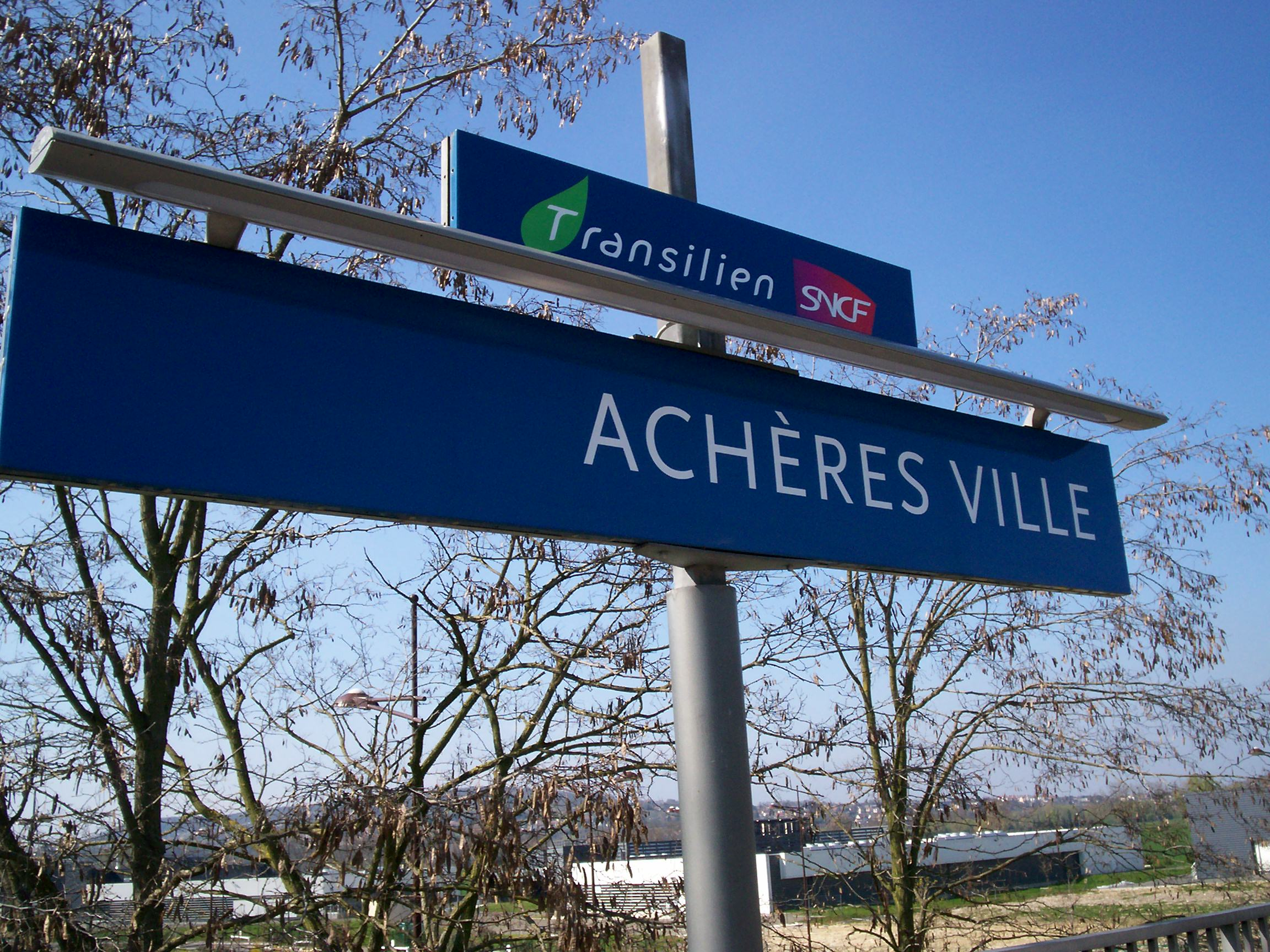
Panneau signalétique.